# Lena Mellin
Lena Maria Mellin, född 27 november 1954 i Stockholm, är en svensk journalist och inrikespolitisk kommentator på Aftonbladet. Hon har tidigare varit nyhetschef på tidningen.
Mellin tilldelades Publicistklubbens stora pris 1996. Två år senare, 1998, mottog hon Lukas Bonniers journalistpris, den finaste klassen av Stora Journalistpriset. Lena Mellin är även en flitigt återkommande inrikespolitisk kommentator i andra medier, bland annat bidrog hon med kapitlet "Persson – mer kändis än resultatspolitiker" i Makten framför allt (2005), en antologi om Göran Persson.
Mellin kom som tillförordnad ansvarig utgivare för Aftonbladet 2010 i hetluften när det diskuterades om det var korrekt av tidningen att publicera sexköpsanklagelser mot ett statsråd.